# Казола (Казерта)
Казола (итал. Casola) је насеље у Италији у округу Казерта, региону Кампанија.
Према процени из 2011. у насељу је живело 1649 становника. Насеље се налази на надморској висини од 340 м.